# Oodgeroo Noonuccal
Oodgeroo Noonuccal, también conocida como Kath Walker (Stradbroke Island, 3 de noviembre de 1920 - Altona Meadows,16 de septiembre de 1993), fue una poeta, política, activista, artista y educadora australiana. Fue una promotora de los derechos de los aborígenes australianos. Conocida por su poesía, fue la primera aborigen australiana en publicar un libro de este género.

## Trayectoria
En los años 60, Kath Walker emergió como una prominente política y escritora. Fue la secretaria de Estado del Consejo Federal para el Progreso de los Aborígenes e Isleños del estrecho de Torres, en Queensland, y se involucró en numerosas organizaciones políticas. Fue una figura clave en la campaña por el referendo de 1967 para la reforma de la Constitución australiana para garantizar plena ciudadanía a los pueblos aborígenes, y en la presión ejercida sobre el primer ministro Robert Menzies en 1965 y su sucesor, Harold Holt, en 1966.
Su primer libro, publicado en 1964, llevó como título We Are Going (Vamos), y fue el primer libro publicado por una mujer aborigen. Este primer libro de poesía tuvo un éxito extraordinario, colocando a Oodgeroo entre los poetas con mayor número de ventas de Australia, junto a C. J. Dennis. La respuesta de la crítica contrastó con algunas voces levantando dudas acerca de la autenticidad de la poesía de Oodgeroo, siendo una aborigen. Otros criticaron el activismo reflejado en su poesía, y lo calificaron como propaganda. Oodgeroo aceptó la idea de pensar su poesía como propaganda. Quería transmitir el orgullo de su identidad como aborigen a la mayor audiencia posible, así como popularizar la idea de equidad y los derechos aborígenes a través de su escritura.
En 1972 compró una propiedad en la isla de North Stradbroke (también conocida como Minjerribah) la que llamó Moongalba ('lugar para sentarse'), donde fundó el Centro Educativo y Cultural Noonuccal-Nughie. En 1977, fue estrenado un documental acerca de su vida, llamado Shadow Sister. Fue producido y dirigido por Frank Heimans con fotografía a cargo de Geoff Burton. Describe su regreso a Moongalba y su vida allí. En una entrevista en 1987 describió su programa educativo en Moongalba, diciendo que «en los últimos diecisiete años he tenido 26.500 niños en la isla. Niños blancos y niños negros. Si hubiera niños verdes, también los querría… Soy daltónica, como ves. Les enseño la cultura aborigen. Les enseño el equilibrio de la naturaleza». Oodgeroo se comprometió con la educación a todos los niveles y colaboró con universidades en la creación de programas para formación de docentes.
En 1974 Noonuccal se encontraba a bordo de un vuelo de British Airways que fue secuestrado por terroristas en 1974. Los secuestradores le dispararon a un miembro de la tripulación y a un pasajero y obligaron a volar a diversos destinos en África. Durante los tres días que duró el secuestro, Noonuccal escribió dos poemas en la bolsa de papel para mareos, «Commonplace» y «Yusuf (Hijacker)».
En 1983 Noonuccal participó en la elección estatal de Queensland por el Partido Demócrata de Australia en el distrito electoral de Redlands. Su campaña se basó en temas ambientales y derechos de los aborígenes.
En 1988 adoptó un nombre tradicional: Oodgeroo, que significa "Melaleuca», Noonuccal, su nombre tribal.
Murió en 1993 en Victoria a los setenta y dos años.

## Premios
Oodgeroo obtuvo numerosos premios literarios, incluyendo la Medalla Mary Gilmore (1970), el Premio Jessie Litchfield (1975), y el Premio de la Asociación de Escritores Australianos.
En 1979 recibió el Sexto Oscar Anual en la Ceremonia Micheaux Awards, organizada por el Hall of Fame de los Cineastas Negros, y en el mismo año el International Acting Award por la película Shadow Sisters.
Fue nominada como miembro de la Orden del Imperio Británico en 1970, la que devolvió en 1987 para protestar contra las celebraciones del bicentenario de Australia y para reclamar por la situación de su pueblo.